# Halland-Klasse
Die Halland-Klasse war ein Klasse von Zerstörern der schwedischen Marine. Sie besteht aus dem Typschiff Halland (J18) und der Småland (J19). Zwei weitere Schiffe wurden bereits 1958 wieder abbestellt.

## Geschichte der Klasse
Die beiden Schiffe wurden 1952 in Eriksbergs Mekaniska Verkstad AB in Göteborg auf Kiel gelegt und 1956 an die schwedische Marine übergeben. In ihrer Dienstzeit von 1956 bis 1979 und 1982 erfüllten sie die Anforderungen der ihnen im Notfall zugedachten Aufgabe – die Verteidigung und die Verhinderung einer Invasion der Sowjetunion über die Ostsee während des Kalten Krieges.

### Verbleib von J18 und J19
Die HMS Halland wurde nach der Ausmusterung 1988 nach Spanien verkauft und dort abgewrackt.

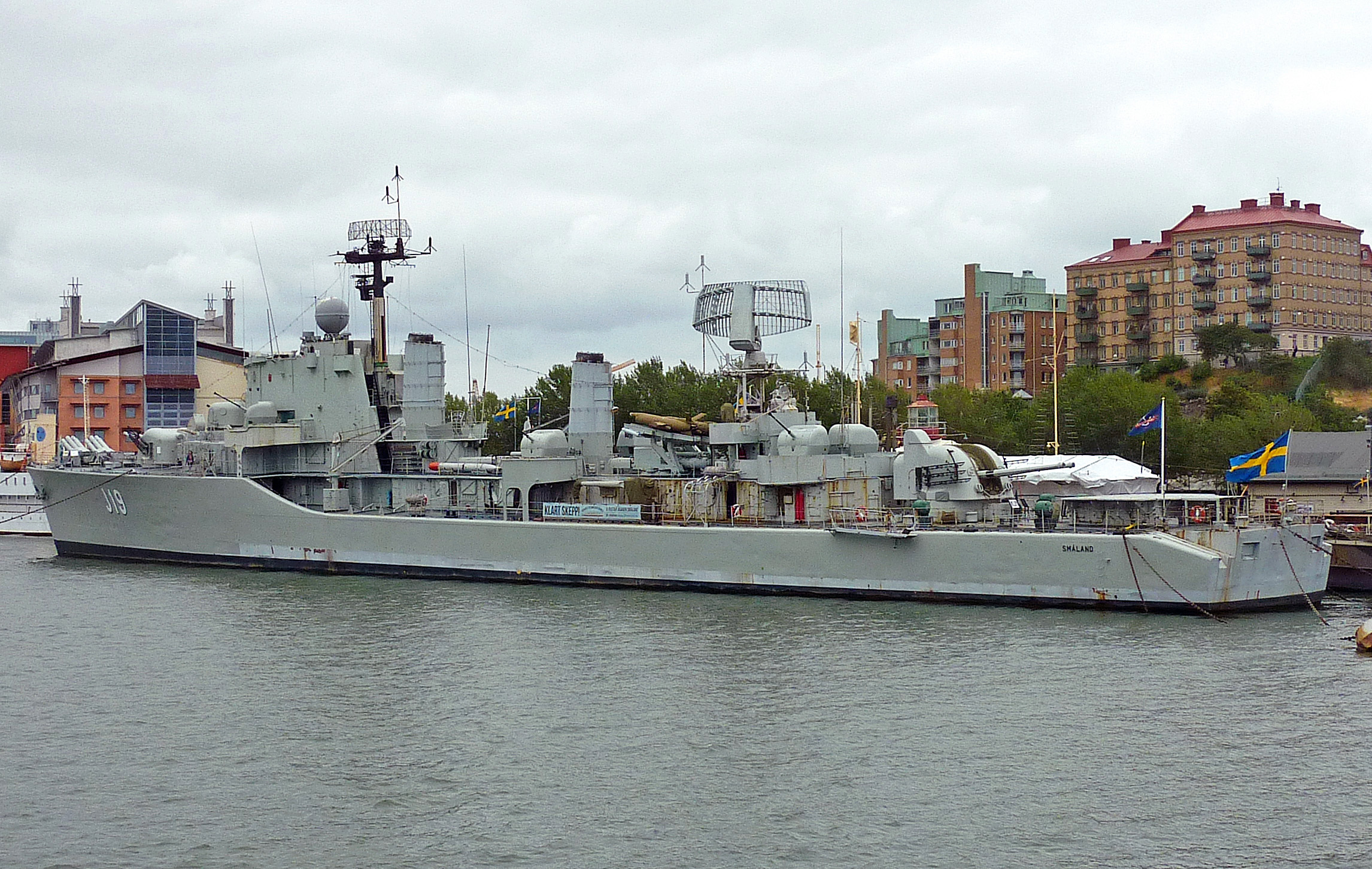
HMS Småland in Göteborg (2022)

Seit dem Ausscheiden aus dem aktiven Dienst in der schwedischen Marine ist die HMS Småland im Göteborg Maritime Center, dem größten Schiffsmuseum Skandinaviens und einem der größten schwimmenden Museen der Welt zu besichtigen. Dieses liegt nur wenige 100 m von den Eriksberg-Werken entfernt, wo die Halland-Klasse gebaut wurde, am anderen Ufer der Göta älv.

## Einheiten
| Kennung | Name                      | Bauwerft                                | Kiellegung                 | Stapellauf                 | Indienststellung           | Außerdienststellung        |
| ------- | ------------------------- | --------------------------------------- | -------------------------- | -------------------------- | -------------------------- | -------------------------- |
| J18     | HMS Halland               | Eriksbergs Mekaniska Verkstad, Göteborg |                            | 16. Juli 1952              | 8. Juni 1955               | 30. Juni 1987              |
| J19     | HMS Småland               | Eriksbergs Mekaniska Verkstad, Göteborg | 1951                       | 23. Oktober 1952           | 12. Januar 1956            | 1. Juli 1984               |
|         | HMS Lappland HMS Värmland | Bauaufträge 1958 storniert              | Bauaufträge 1958 storniert | Bauaufträge 1958 storniert | Bauaufträge 1958 storniert | Bauaufträge 1958 storniert |

## Technisches

### Antrieb
Die Antriebsanlage bestand aus zwei Dampfturbinen, die 58.000 PS oder 43.000 kW Leistung erzeugen konnten. Sie ließen eine Höchstgeschwindigkeit von 38 kn zu.

### Technische Daten

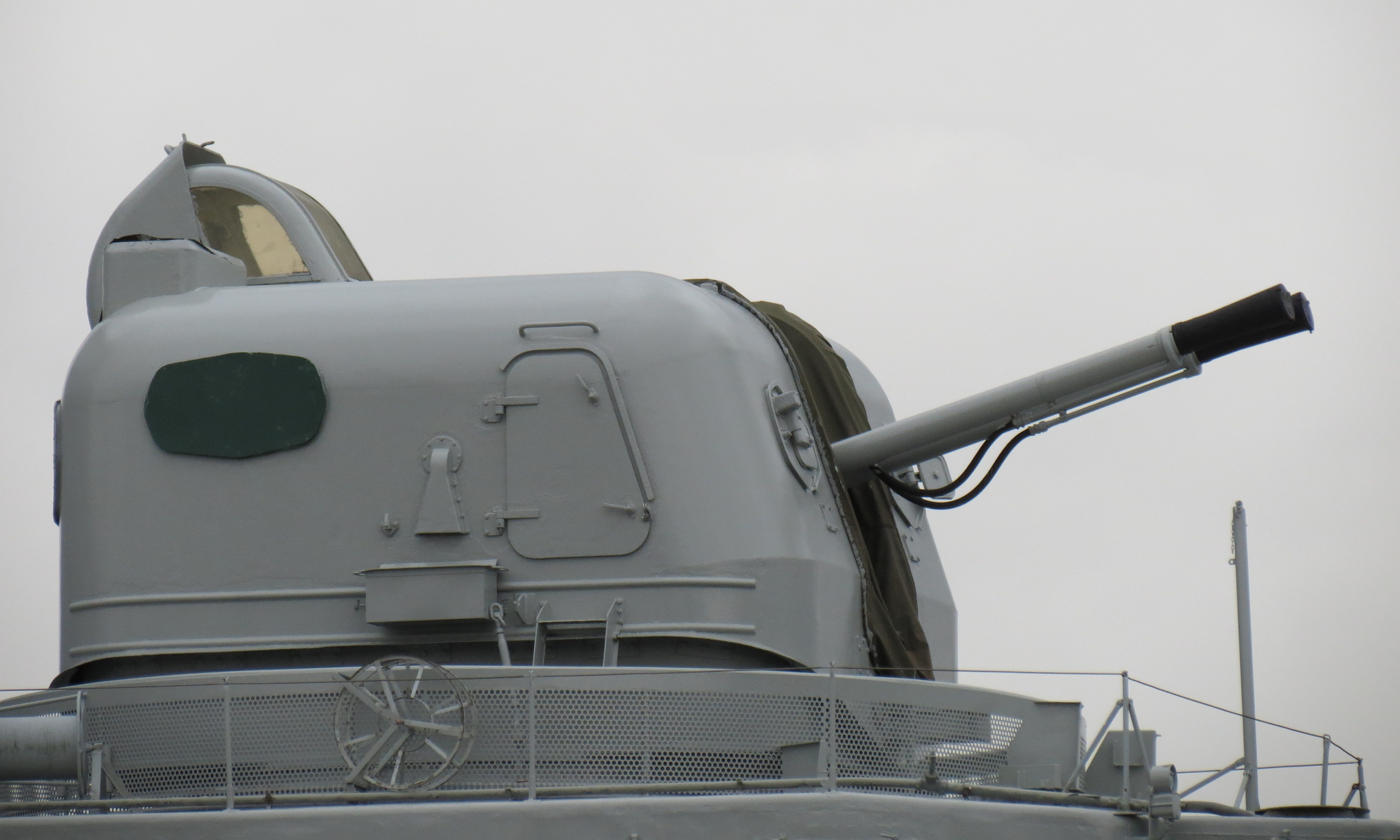
Bofors M/50

- Länge: 121 m
- Breite: 12,6 m
- Tiefgang: 4,244 m
- Verdrängung: 3344 t

### Bewaffnung

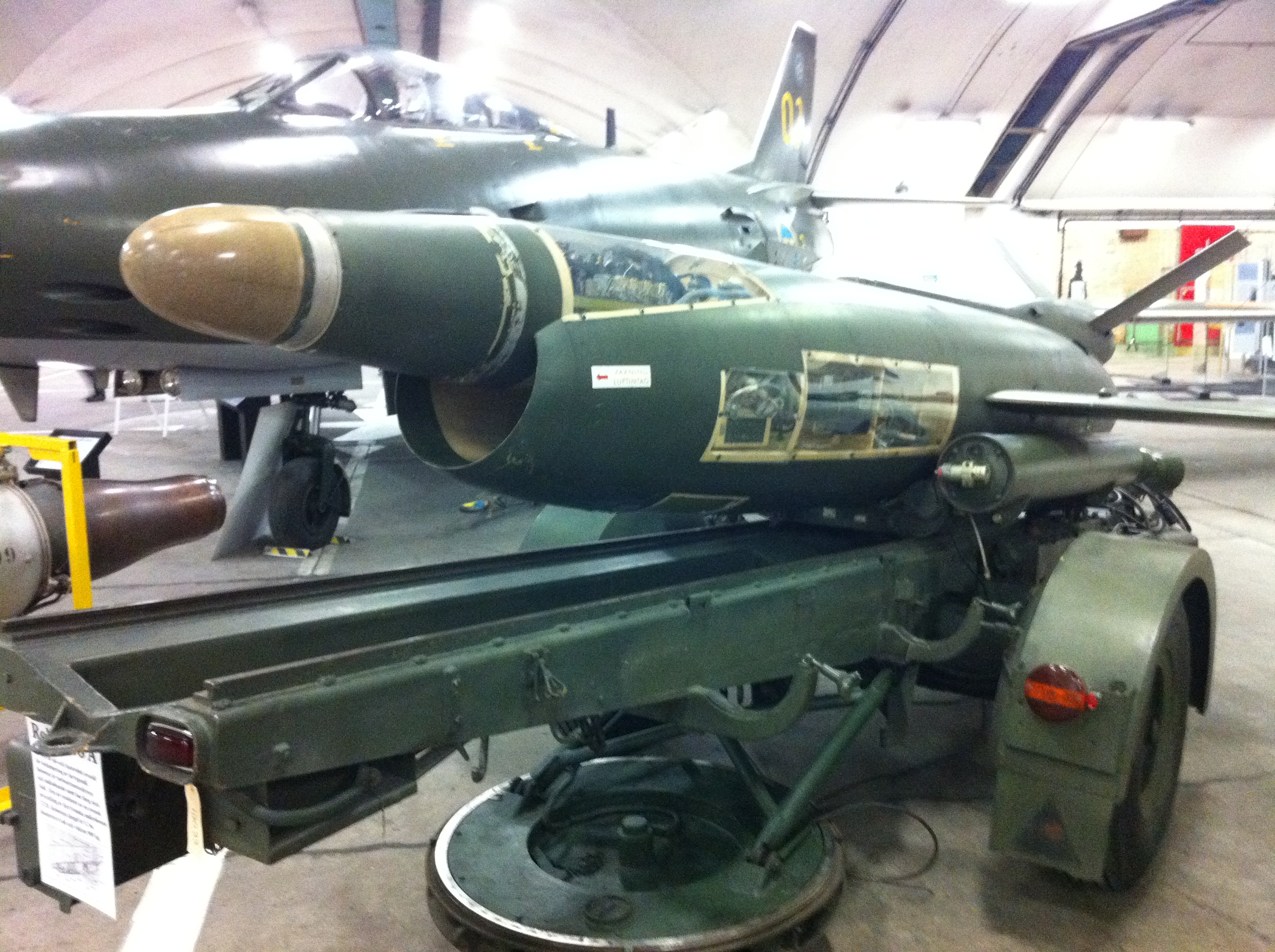
Robot 08 im Magazin

Ursprünglich hatten J18 und J19 nur:
- 4 × 12-cm-Geschütze
- 2 × 57 × 438 mm-Bofors-Geschütze
- 6 × 40-mm-Bofors-Geschütz
- 7 × 533-mm-Torpedo Torped 61
- 8 × 37,5-cm-Anti-U-Boot-Raketen

Bei einer Modernisierung wurde 1966 eine Startvorrichtung für Robot-08-Seezielflugkörper von Saab und Nord Aviation inkl. Unterdeck-Magazin eingebaut, die sich im hinteren Teil des Schiffes vor der zweiten Radarschüssel befand.